# LG Chem
LG Chem Ltd., sovint anomenada LG Chemical, és la companyia química coreana més gran i té la seu a Seül, Corea del Sud. Va ser la novena empresa química més gran del món per vendes el 2021. Es va establir per primera vegada com a Lucky Chemical Industrial Corporation, que fabricava cosmètics. Es va establir per primera vegada com a Lucky Chemical Industrial Corporation, que fabricava cosmètics. Ara és només una empresa empresa a empresa (la divisió de productes de consum es va escindir en LG Household & Health Care).